# 29631 Ryankenny
29631 Ryankenny è un asteroide della fascia principale. Scoperto nel 1998, presenta un'orbita caratterizzata da un semiasse maggiore pari a 2,2214568 UA e da un'eccentricità di 0,0702125, inclinata di 4,72711° rispetto all'eclittica.